# 北近畿豊岡自動車道
北近畿豊岡自動車道（きたきんきとよおかじどうしゃどう、英語: KITAKINKI TOYO-OKA EXPWY）は、兵庫県丹波市から兵庫県朝来市と養父市を経由し、兵庫県豊岡市に至る国土交通大臣指定に基づく高規格幹線道路（一般国道の自動車専用道路）（B路線）である。国道483号に指定されている。略称は北近畿豊岡道（きたきんきとよおかどう）、北近畿道（きたきんきどう）。
高速道路ナンバリングによる路線番号は、「E72」が割り振られている。
北近畿豊岡道は一般国道483号として整備されており、本稿では一般国道483号についても述べる。

## 概要
兵庫県の丹波地域と但馬地域を結ぶとともに、舞鶴若狭自動車道を経由して京阪神および若狭地方、播但連絡道路を経由して播磨地域、山陰近畿自動車道を経由して山陰地方および丹後地域と接続する。兵庫県北部地域の広域道路ネットワークの要の路線である。
かつて大阪方面から但馬方面に向かう場合、国道176号と国道9号を利用する必要があったが、朝・夕を中心に丹波篠山市・丹波市、両市内の渋滞が激しく、速達性に乏しかった。もう一方の但馬地方と京阪神の連絡道路である播但連絡道路は冬にはたびたび雪で通行止めとなることもあった。これらの代替路としての役割も担っている。
北近畿豊岡自動車道は計画策定以前に着手・開通していた遠阪トンネル有料道路も活用され、整備が進められた。残る未整備区間の豊岡出石IC - 豊岡北IC/JCTが山陰近畿自動車道の接続部とともに事業中である。
和田山IC/JCT以北の各インターチェンジのランプ部や各トンネル出入り口にはロードヒーティング又は消雪パイプが設置されている。

### 事業名称
供用中・事業中区間の事業名称は以下の通りである。
事業中区間のインターチェンジ名については仮称である。
| 路線名             | 路線番号 | 事業名称      | 事業名称             | 区間                              | 備考   |
| ------------------ | -------- | ------------- | -------------------- | --------------------------------- | ------ |
| 北近畿豊岡自動車道 | E72      | 一般国道483号 | 春日和田山道路I      | 春日IC/JCT - 遠阪ランプ           |        |
| 北近畿豊岡自動車道 | E72      | 一般国道483号 | 遠阪トンネル有料道路 | 遠阪ランプ - 遠阪トンネル料金所   |        |
| 北近畿豊岡自動車道 | E72      | 一般国道483号 | 春日和田山道路II     | 遠阪トンネル料金所 - 和田山IC/JCT |        |
| 北近畿豊岡自動車道 | E72      | 一般国道483号 | 和田山八鹿道路       | 和田山IC/JCT - 八鹿氷ノ山IC       |        |
| 北近畿豊岡自動車道 | E72      | 一般国道483号 | 八鹿日高道路         | 八鹿氷ノ山IC - 日高神鍋高原IC     |        |
| 北近畿豊岡自動車道 | E72      | 一般国道483号 | 日高豊岡南道路       | 日高神鍋高原IC - 但馬空港IC       |        |
| 北近畿豊岡自動車道 | E72      | 一般国道483号 | 豊岡道路             | 但馬空港IC - 豊岡出石IC           |        |
| 北近畿豊岡自動車道 | E72      | 一般国道483号 | 豊岡道路（II期）     | 豊岡出石IC - 豊岡北IC/JCT         | 事業中 |

### 国道483号
一般国道の路線を指定する政令に基づく起終点および重要な経過地は次のとおり。
- 起点：豊岡市
- 終点：兵庫県氷上郡春日町（丹波市七日市807 = 春日IC）
- 重要な経過地：兵庫県城崎郡日高町[注釈 3]、同県養父郡八鹿町[注釈 4]、同県朝来郡和田山町[注釈 5]、同郡山東町[注釈 5]、同県氷上郡青垣町[注釈 6]、同郡氷上町[注釈 6]
- 総延長 : 73.5 km（未供用延長を含む。）[11][注釈 7]
- 重用延長 : なし[11][注釈 7]
- 未供用延長 : 6.9 km[11][注釈 7]
- 実延長 : 66.6 km[11][注釈 7]
  - 現道 : 66.6 km[11][注釈 7]
  - 旧道 : なし[11][注釈 7]
  - 新道 : なし[11][注釈 7]
- 指定区間：豊岡市戸牧字畑ケ中1830番2 - 朝来市山東町柴字上ケ谷67番1、丹波市青垣町遠阪字〔くわ〕垣1108番1 - 同市春日町七日市807番[12]

1993年（平成5年）4月1日に路線指定。遠阪トンネル有料道路は当初は国道427号と重複していたが、自動車専用道路に指定されたことに伴い国道427号の指定を外された。

## 各区間の概要
以下、北近畿豊岡自動車道の各区間について述べる。

### 春日和田山道路

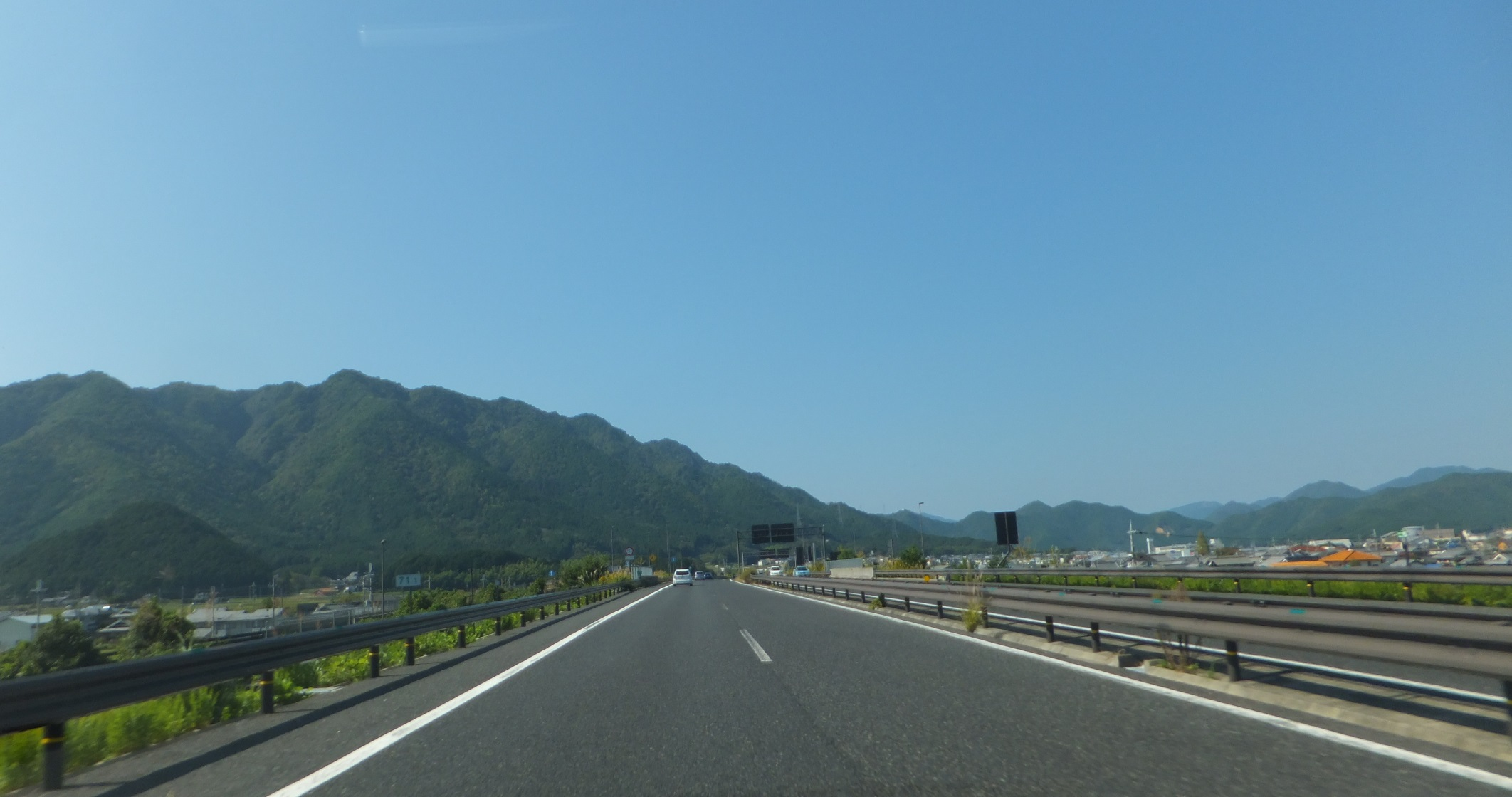
起点付近
兵庫県丹波市春日町野村で撮影

- 起点：兵庫県朝来市和田山町市御堂（和田山IC/JCT）
- 終点：兵庫県丹波市春日町野村（春日IC/JCT）
- 総延長：36.4 km
  - 春日和田山道路I：遠阪ランプ - 春日IC/JCT（24.4 km）
  - 遠阪トンネル有料道路：遠阪トンネル料金所 - 遠阪ランプ（4.7 km）
  - 春日和田山道路II：和田山IC/JCT - 遠阪トンネル料金所（7.3 km）

- 全線開通日 : 2006年7月22日

兵庫県道路公社が管轄する遠阪トンネル有料道路を挟み、国土交通省が管轄する春日和田山道路Iと春日和田山道路IIに分けられる。遠阪トンネル有料道路は当初一般道路として整備されていたが、道路規格を第1種第3級に改築、自動車専用道路に指定された。
先行して春日IC/JCT - 氷上IC間が開通、その後、のじぎく兵庫国体に合わせて氷上IC - 和田山IC/JCT間が開通し（同時に遠阪トンネル有料道路は自動車専用道路指定）、京阪神からの所要時間が約20分短縮された。
春日IC/JCTで舞鶴若狭自動車道と接続する。
トンネル内にはAM/FMラジオ再放送設備が設けられている。春日IC - 氷上IC間のトンネル内で受信可能なラジオ放送は以下の通り。氷上IC - 遠坂ランプ間のトンネル内ではFM京都（福知山）、NHK-FM（福知山）も受信可能である。
| NHK第一 | NHK第二 | ラジオ関西 | ABCラジオ | MBSラジオ | NHK-FM   | Kiss-FM  |
| 666 kHz | 828 kHz | 558 kHz    | 1008 kHz  | 1179 kHz  | 88.6 MHz | 78.3 MHz |

#### 主な構造物
- トンネル
  - 石才トンネル - 192 m
  - 歌道谷トンネル - 987 m
  - 大崎横田トンネル - 464 m
  - 沼・栗住野トンネル - 356 m
  - 沢野トンネル - 317 m
  - 中佐治トンネル - 340 m
  - 岡見トンネル - 241 m
  - 向トンネル - 168 m
  - 山垣トンネル - 663 m
  - 和田トンネル - 297 m
  - 遠阪トンネル - 2,585 m

### 和田山八鹿道路
- 起点：兵庫県養父市八鹿町高柳（八鹿氷ノ山IC）
- 終点：兵庫県朝来市和田山町市御堂（和田山IC/JCT）
- 延長：13.7 km
- 開通日 : 2012年11月24日

当初、2011年度（平成23年度）末の開通を目指していたが、養父IC - 八鹿氷ノ山IC (4.0 km) 間の八鹿トンネルにおいて、地山が当初予想していたよりも脆弱な岩質でやわらかく岩盤崩落等が発生し、対策に約8か月要したことから開通が遅れた。
和田山IC/JCTで播但連絡道路と接続する。

#### 主な構造物
- トンネル
  - 枚田トンネル - 615 m
  - 大倉部トンネル - 1,485 m
  - 石和トンネル - 1,473 m
  - 畑トンネル - 1,805 m
  - 八鹿トンネル - 2,990 m

- 橋梁・高架橋
  - 大屋川橋 - 319 m
  - 畑川橋 - 289 m
  - 岡高架橋 - 295 m
  - 円山川橋 - 678 m

### 八鹿日高道路
- 起点：兵庫県豊岡市日高町久斗（日高神鍋高原IC）
- 終点：兵庫県養父市八鹿町高柳（八鹿氷ノ山IC）
- 延長：9.7 km
- 開通日 : 2017年3月25日

#### 主な構造物
- トンネル
  - とがやまトンネル - 1,420 m
  - 三谷トンネル - 2,810 m
  - 青谿トンネル - 183 m
  - 浅倉宿南トンネル - 560 m
  - 新久斗トンネル - 1,469 m

### 日高豊岡南道路
- 起点：兵庫県豊岡市上佐野（但馬空港IC）
- 終点：兵庫県豊岡市日高町久斗（日高神鍋高原IC）
- 延長：6.1 km
- 開通日 : 2020年11月1日

#### 主な構造物
- トンネル
  - 祢布トンネル - 595 m
  - 水上トンネル - 531 m
  - 竹貫トンネル - 502 m
  - 上佐野トンネル - 1,231 m

### 豊岡道路
- 起点：兵庫県豊岡市戸牧（豊岡出石IC）
- 終点：兵庫県豊岡市上佐野（但馬空港IC）
- 延長：2.0 km
- 開通日 : 2024年9月23日

2012年度（平成24年度）に都市計画や環境影響評価（アセスメント）を進めるための調査が実施された。2015年（平成27年）6月23日に都市計画決定された、2016年度（平成28年度）より事業着手された。

### 豊岡道路（II期）
- 起点：兵庫県豊岡市新堂（豊岡北IC/JCT）
- 終点：兵庫県豊岡市戸牧（豊岡出石IC）
- 延長：5.1 km

2020年度（令和2年度）に事業着手された。2023年（令和5年）12月16日に着工。
豊岡北IC/JCTで山陰近畿自動車道と接続する予定である。

## インターチェンジなど
- 全区間兵庫県内に所在。
- 当道路としてのIC番号は採番されていない。なお、IC番号欄の背景色が■である部分については道路が開通済みの区間を示している。また、施設名欄の背景色が■である部分は施設が供用開始されていない、または完成していないことを示す。なお、未開通区間の名称は仮称である。
- バスストップ (BS) のうち、○は運用中、◆は休止中の施設。無印はBSなし。
- 路線名の特記がないものは市道。
- 略字は、ICはインターチェンジ、JCTはジャンクション、PAはパーキングエリア、TBは本線料金所をそれぞれ示す。

| IC番号 | 施設名         | 接続路線名                                     | 春日 から （km） | キロポスト （km） | BS | 備考                                  | 所在地 |
| ------ | -------------- | ---------------------------------------------- | ---------------- | ----------------- | -- | ------------------------------------- | ------ |
| 3      | 春日IC/JCT     | E27 舞鶴若狭自動車道 国道175号                 | 0.0              | 71.3              | ○  | （IC近隣） 道の駅丹波おばあちゃんの里 | 丹波市 |
|        | 氷上IC/PA      | 県道7号青垣柏原線                              | 6.9              | 64.4              |    | 丹波いっぷく茶屋 PAは豊岡方面のみ     | 丹波市 |
| -      | 氷上BS         | -                                              | 8.3              | 63.0              | ○  |                                       | 丹波市 |
|        | 青垣IC         | 県道7号青垣柏原線                              | 17.1             | 54.2              | ○  | （IC近隣） 道の駅あおがき             | 丹波市 |
|        | 遠阪ランプ     | 国道427号                                      | 24.4             | 46.9              |    | 豊岡方面出入口のみ                    | 丹波市 |
| -      | 遠阪トンネル   | -                                              |                  |                   |    | 長さ 2,585 m                          | 丹波市 |
| -      | 遠阪トンネル   | -                                              | 朝来市           |                   |    | 長さ 2,585 m                          |        |
| -      | 遠阪トンネルTB | -                                              | 28.9             | 42.4              |    | 本線料金所                            |        |
|        | 山東IC         | 国道427号                                      | 30.3             | 41.0              |    |                                       |        |
| -      | 山東PA         | -                                              | 33.9             | 37.4              |    | 道の駅但馬のまほろば                  |        |
| 17     | 和田山IC/JCT   | E95 播但連絡道路 国道312号                     | 36.1             | 35.2              | ○  |                                       |        |
|        | 養父IC         | 県道70号十二所澤線                             | 46.1             | 25.2              |    | 丹波方面出入口のみ                    | 養父市 |
| -      | 八鹿トンネル   | -                                              |                  |                   |    | 長さ 2,990 m                          | 養父市 |
|        | 八鹿氷ノ山IC   | 国道9号                                        | 49.7             | 21.6              |    | （IC近隣） 道の駅ようか但馬蔵         | 養父市 |
|        | 日高神鍋高原IC | 国道482号                                      | 59.4             | 11.9              |    |                                       | 豊岡市 |
|        | 日高北IC       | 県道1号日高竹野線                              | 63.0             | 8.3               |    | 豊岡方面出入口のみ                    | 豊岡市 |
|        | 但馬空港IC     | 兵庫県道728号但馬空港インター線                | 65.5             | 5.8               |    | 丹波方面出入口のみ                    | 豊岡市 |
|        | 豊岡出石IC     | 県道50号但馬空港線 県道727号豊岡出石インター線 | 67.5             |                   |    |                                       | 豊岡市 |
| -      | 豊岡北IC/JCT   | E9 山陰近畿自動車道 国道178号                  | 72.6             |                   |    | 事業中                                | 豊岡市 |

## 歴史
| 1977 | (5月)(有料一般道路として)遠阪ランプ - 遠阪トンネル料金所                        |
| 1978 |                                                                                 |
| 1979 |                                                                                 |
| 1980 |                                                                                 |
| 1981 |                                                                                 |
| 1982 |                                                                                 |
| 1983 |                                                                                 |
| 1984 |                                                                                 |
| 1985 |                                                                                 |
| 1986 |                                                                                 |
| 1987 |                                                                                 |
| 1988 |                                                                                 |
| 1989 |                                                                                 |
| 1990 |                                                                                 |
| 1991 |                                                                                 |
| 1992 |                                                                                 |
| 1993 |                                                                                 |
| 1994 |                                                                                 |
| 1995 |                                                                                 |
| 1996 |                                                                                 |
| 1997 |                                                                                 |
| 1998 |                                                                                 |
| 1999 |                                                                                 |
| 2000 |                                                                                 |
| 2001 |                                                                                 |
| 2002 |                                                                                 |
| 2003 |                                                                                 |
| 2004 |                                                                                 |
| 2005 | (4月)春日IC/JCT - 氷上IC                                                        |
| 2006 | (7月)氷上IC - 和田山IC/JCT(自専道としての遠阪ランプ - 遠阪トンネル料金所を含む) |
| 2007 |                                                                                 |
| 2008 |                                                                                 |
| 2009 |                                                                                 |
| 2010 |                                                                                 |
| 2011 |                                                                                 |
| 2012 | (11月)和田山IC/JCT - 八鹿氷ノ山IC                                               |
| 2013 |                                                                                 |
| 2014 |                                                                                 |
| 2015 |                                                                                 |
| 2016 |                                                                                 |
| 2017 | (3月)八鹿氷ノ山IC - 日高神鍋高原IC                                              |
| 2018 |                                                                                 |
| 2019 |                                                                                 |
| 2020 | (11月)日高神鍋高原IC - 但馬空港IC                                               |
| 2021 |                                                                                 |
| 2022 |                                                                                 |
| 2023 |                                                                                 |
| 2024 | (9月)但馬空港IC - 豊岡出石IC                                                    |

- 1977年（昭和52年）
  - 5月27日 : 遠阪トンネル有料道路（遠阪ランプ - 遠阪トンネル料金所間）開通。
- 1990年（平成2年）
  - 春日和田山道路が事業化。
- 1992年（平成4年）
  - 春日和田山道路 用地着手。
- 1996年（平成8年）
  - 春日和田山道路 着工開始。
- 1997年（平成9年）
  - 八鹿日高道路・日高豊岡南道路 基本計画決定。
  - 和田山八鹿道路が事業化。
- 2000年（平成12年）
  - 八鹿日高道路 着工準備。和田山八鹿道路 都市計画決定。
- 2001年（平成13年）
  - 日高豊岡南道路 着工準備。
- 2005年（平成17年）
  - 4月17日 : 春日和田山道路（春日IC/JCT - 氷上IC間）開通。舞鶴若狭自動車道と接続。遠阪トンネル有料道路の丹波市側区間を兵庫国道事務所から豊岡河川国道事務所に移管。
- 2006年（平成18年）
  - 八鹿日高道路および日高豊岡南道路が事業化。
  - 7月22日 : 春日和田山道路（氷上IC - 遠阪ランプ間、遠阪トンネル料金所 - 和田山IC/JCT間) 開通。播但連絡道路と接続。遠阪トンネル有料道路は自動車専用道路指定により国道427号の指定を外される。
  - 9月24日 : 和田山八鹿道路 着工開始。
- 2007年（平成19年）
  - 4月14日 : 氷上PA（丹波いっぷく茶屋）を開設。
- 2012年（平成24年）
  - 5月26日 : 八鹿日高道路・日高豊岡南道路 着工開始[31]。
  - 11月24日 : 和田山八鹿道路（和田山IC/JCT - 八鹿氷ノ山IC間）開通。
- 2015年（平成27年）
  - 6月23日 : 豊岡道路 都市計画決定。
- 2016年（平成28年）
  - 豊岡道路が事業化。
- 2017年（平成29年）
  - 3月25日 : 八鹿日高道路（八鹿氷ノ山IC - 日高神鍋高原IC間）開通。
- 2020年（令和2年）
  - 豊岡道路II期が事業化。
  - 11月1日 : 日高豊岡南道路（日高神鍋高原IC - 但馬空港IC間）開通[17]。
- 2021年（令和3年）
  - 3月18日 : 法面変状が確認されたため、10時より但馬空港IC - 日高神鍋高原IC間上下線で通行止めとなる。[32]。
  - 4月9日 : 11時より下り線（丹波方面）の通行止めを解除[33]。
  - 4月28日 : 応急対策工事が完了し、11時より通行止めが解除され上下線通行可能となる[34]。
- 2024年（令和6年）
  - 9月23日 : 豊岡道路（但馬空港IC - 豊岡出石IC間）開通[18][19][35]。

### 開通予定年度
- 未定 : 豊岡出石IC - 豊岡北IC/JCT

## 路線状況

### 車線・最高速度・料金
| 区間                              | 車線 上下線=上り線+下り線 | 最高速度 | 料金 | 備考 |
| --------------------------------- | ------------------------- | -------- | ---- | ---- |
| 春日IC/JCT - 遠阪ランプ           | 2=1+1 （暫定2車線）       | 70 km/h  | 無料 |      |
| 遠阪ランプ - 遠阪トンネル料金所   | 2=1+1                     | 70 km/h  | 有料 |      |
| 遠阪トンネル料金所 - 豊岡出石IC   | 2=1+1 （暫定2車線）       | 70 km/h  | 無料 |      |
| （豊岡出石IC - 豊岡北IC間未開通） |                           |          |      |      |

遠阪トンネル有料道路のみ有料。
遠阪トンネル有料道路を除く区間は、当初、国が建設し、日本道路公団が料金を徴収する有料道路となる見込みであったが、2004年（平成16年）、日本道路公団が事業に参加せず、国土交通省は直轄事業として開通当初から無料開放する事を決めた。小泉内閣により道路関係四公団の民営化が議論され、不採算の高速道路は建設凍結の方針が打ち出されており、日本道路公団が採算性の低い北近畿豊岡自動車道の請負を拒否したため、結果的に無料化されたと見られている。
一方、兵庫県道路公社が建設した遠阪トンネルは当初、2007年（平成19年）5月25日に無料開放の予定であった。しかし、交通量が見込みよりも大幅に少なく、事業費の償還が行えていなかった事から、2003年（平成15年）8月6日、徴収期間を延長するとともに、交通量の増加が見込める北近畿豊岡自動車道との一体化と同時に料金を値下げすることになった。徴収期間満了は2026年（令和8年）1月18日の予定。ただし、遠阪トンネル等関連施設の老朽化等に伴う大規模修繕・更新の財源確保のため料金徴収期間を延長する案が有識者会議にて議論中。

### 道路規格
- 道路規格 : 第1種第3級
- 設計速度 : 80 km/h
- 車線数 : 暫定2車線（完成4車線）[注釈 8]

### サービスエリア・パーキングエリア・休憩施設
北近畿豊岡自動車道にはサービスエリア（SA）はない。
パーキングエリア（PA）は丹波いっぷく茶屋（氷上PA）、道の駅 但馬のまほろば（山東PA）がある。
またICの近隣に道の駅が設置されている。道の駅 丹波おばあちゃんの里（春日IC/JCT近隣）、道の駅 あおがき（青垣IC近隣）、道の駅 ようか但馬蔵（八鹿氷ノ山IC近隣）がある。 

### 交通量
24時間交通量（台） 道路交通センサス
| 区間                          | 平成22年（2010年）度 | 平成27年（2015年）度 | 令和3年（2021年）度 |
| ----------------------------- | -------------------- | -------------------- | ------------------- |
| 春日IC/JCT - 氷上IC           | 14,242               | 12,249               | 11,468              |
| 氷上IC - 青垣IC               | 09,909               | 11,498               | 09,296              |
| 青垣IC - 遠阪ランプ           | 06,374               | 07,399               | 05,193              |
| 遠阪ランプ - 山東IC           | 06,374               | 07,504               | 06,309              |
| 山東IC - 和田山JCT/IC         | 04,896               | 07,691               | 06,361              |
| 和田山JCT/IC - 養父IC         | 調査当時未開通       | 07,430               | 08,995              |
| 養父IC - 八鹿氷ノ山IC         | 調査当時未開通       | 05,809               | 08,528              |
| 八鹿氷ノ山IC - 日高神鍋高原IC | 調査当時未開通       | 調査当時未開通       | 09,509              |
| 日高神鍋高原IC - 日高北IC     | 調査当時未開通       | 調査当時未開通       | 08,980              |
| 日高北IC - 但馬空港IC         | 調査当時未開通       | 調査当時未開通       | 10,144              |
| 但馬空港IC - 豊岡出石IC       | 調査当時未開通       | 調査当時未開通       | 調査当時未開通      |
| 豊岡出石IC - 豊岡北IC間       | 未開通               | 未開通               | 未開通              |

（出典：「平成22年度道路交通センサス」・「平成27年度全国道路・街路交通情勢調査」・「令和3年度全国道路・街路交通情勢調査」（国土交通省ホームページ）より一部データを抜粋して作成）
- 令和2年度に実施予定だった交通量調査は、新型コロナウイルスの影響で令和3年度に延期された[40]。

### 道路管理者
- 国土交通省 近畿地方整備局  豊岡河川国道事務所 朝来国道維持出張所
  - 春日IC/JCT - 遠阪ランプ、遠阪トンネル料金所 - 但馬空港IC
- 兵庫県道路公社
  - 遠阪トンネル有料道路（遠阪ランプ - 遠阪トンネル料金所）

## 地理

### 通過する自治体
- 兵庫県
  - 丹波市 - 朝来市 - 養父市 - 豊岡市